# Johan Lodewijk van Nassau-Hadamar
Johan Lodewijk van Nassau-Hadamar (Dillenburg, 12 augustus 1590 – Hadamar, 6 maart 1653) was van 1607 tot 1650 graaf en van 1650 tot aan zijn dood vorst van Nassau-Hadamar. Hij was de stichter van het jongere huis Nassau-Hadamar.

## Levensloop
Johan Lodewijk was een zoon van graaf Johan VI van Nassau-Dillenburg uit diens derde huwelijk met Johannetta, dochter van graaf Lodewijk I van Sayn-Wittgenstein. Na de dood van zijn vader in 1606 werd het graafschap Nassau-Dillenburg verdeeld tussen Johan Lodewijk en zijn oudere halfbroers. Daarbij kreeg hij het ambt en de burcht van Hadamar toegewezen, het zogenaamde graafschap Nassau-Hadamar. Aangezien Johan Lodewijk op het moment van de verdeling nog minderjarig was, werd hij onder het regentschap geplaatst van graaf Johan van Sayn en graven Adolf en Johan Albrecht van Solms. 
Aanvankelijk werd hij onderwezen aan de hofschool in Dillenburg en de Hogeschool van Herborn. Van 1604 tot 1606 studeerde hij samen met zijn halfbroer George van Nassau-Dillenburg aan de Academie van Sedan en van 1606 tot 1607 aan de Academie van Genève. In de jaren 1607-1610 ondernam hij een grand tour door Frankrijk, Engeland, Duitsland en de Republiek der Zeven Verenigde Nederlanden.
Tussen 1612 en 1629 liet Johan Lodewijk de burcht van Hadamar ombouwen tot een modern slot. Bij het ontwerp liet Johan Lodewijk zich beïnvloeden door zijn reizen die hij door talrijke Europese landen had ondernomen. Voor de slotbouw moest Johan Lodewijk een aantal omliggende grondstukken kopen, waar de huizen van de stadsbevolking stonden. De hervestiging van de inwoners zorgde ervoor dat Hadamar omgebouwd werd tot een moderne residentiestad.
In 1618 begon de Dertigjarige Oorlog, die het leven en het werk van Johan Lodewijk ernstig zou beïnvloeden. Met diplomatieke onderhandelingen en zelfs omkoping probeerde hij te vermijden dat keizerlijke en protestantse troepen door zijn landerijen zouden marcheren. Door de inkwartiering van huursoldaten, plunderingen en de vereiste bijdragen in natura leden zijn onderdanen echter nog steeds aanzienlijk onder de oorlogstoestanden. Bovendien maakte Johan Lodewijk door de oorlog vele schulden, waardoor hij in 1643 Estegau moest verkopen aan generaal Peter Melander.
In de loop van de oorlog vielen de calvinistische Johan Lodewijk en zijn halfbroers in ongenade bij keizer Ferdinand II. Om te vermijden dat ze ontheven zouden worden van hun landerijen, werd Johan Lodewijk, die dankzij zijn goede diplomatieke vaardigheden gerespecteerd werd door de keizer, naar het Weense hof gezonden. In deze stad bekeerde hij zich onder invloed van de keizerlijke biechtvader Willem Lamormaini tot het katholicisme, niet alleen om religieuze, maar ook om politieke redenen. Vervolgens voerde hij een gematigde Contrareformatie door in zijn gebieden en stichtte hij in 1630 een Jezuïetennederzetting, in 1635 een Franciscanenklooster en een Dominicanenklooster. Wel accepteerde Johan Lodewijk dat zijn echtgenote en dochters calvinistisch bleven, terwijl zijn zonen een katholieke opvoeding kregen.
Vanaf 1638 leidde hij de onderhandelingen die de oorlogen in Keulen en Münster moesten beëindigen. Met deze opdracht kon hij zijn diplomatieke vaardigheden ten volle benutten en hij kon zijn taak zo succesvol uitvoeren dat hij in 1645 samen met Maximilian von und zu Trauttmansdorf aangeduid werd als keizerlijk gevolmachtigde bij de onderhandelingen die in 1648 tot de Vrede van Westfalen leidden. In 1647 werd hij voor zijn inspanningen bij de totstandkoming van de vrede tussen Spanje en de Nederlanden door koning Filips IV van Spanje benoemd tot ridder in de Orde van het Gulden Vlies. Als bijzondere dank voor zijn rol bij het tot stand komen van de Vrede van Westfalen werd hij bovendien in 1650 door keizer Ferdinand III in de vorstenstand verheven. Daarnaast werd hem ook een grote geldsom uitbetaald en kreeg hij in 1649 het dorp Obertiefenbach in het graafschap Wied toegewezen.
Tijdens de onderhandelingen voor het Verdrag van Münster werd Johan Lodewijk in 1648 getroffen door een beroerte, waarna hij een tijdlang half verlamd was. Na zijn herstel in Bad Ems kon hij zijn taken als keizerlijk gevolmachtigde terug opnemen. In november 1652 werd hij zwaar ziek, waardoor hij tot aan zijn dood aan bed gekluisterd was. In maart 1653 stierf hij op 62-jarige leeftijd. Hij werd bijgezet in de vorstelijke crypte van Hadamar op de Mönchsberg. Zijn hart werd dan weer bijgezet in de plaatselijke Jezuïetenkerk.

## Huwelijk en nakomelingen
Op 26 augustus 1617 huwde Johan Lodewijk in Detmold met Ursula (1598-1638), dochter van graaf Simon VI van Lippe. Zij stierf in 1638 in het kraambed. Uit hun huwelijk werden vijftien kinderen geboren:
- Johanna Elisabeth (1619-1659), huwde in 1642 vorst Frederik van Anhalt-Bernburg-Harzgerode
- Ludovica Ursula (1620-1635)
- Sophia Magdalena (1622-1658), huwde in 1656 met vorst Lodewijk Hendrik van Nassau-Dillenburg
- Johan Lodewijk (1623-1624)
- Simon Lodewijk (1624-1628)
- Maurits Hendrik (1626-1679), vorst van Nassau-Hadamar
- Herman Otto (1627-1660), kanunnik in Mainz, Keulen en Trier
- Filips Lodewijk (1628-1629)
- Anna Catharina (1630)
- Johan Ernst (1631-1651), soldaat in het Spaanse leger
- een doodgeboren kind (1633)
- Anselm Ferdinand (1634)
- Johan Lodewijk (1635)
- Frans Bernhard (1637-1695), kanunnik in Keulen, Straatsburg, Bremen en Emmerik en regent voor zijn minderjarige neef Frans Alexander van Nassau-Hadamar
- Maria Elisabeth (1638-1651)